# سليمان آن
سليمان آن (مواليد 5 ديسمبر 1997 في أورليان في فرنسا) هو لاعب كرة قدم موريتاني دولي يلعب في نادي الخريطيات القطري.

## وصلات خارجية
سليمان آن على موقع قاعدة بيانات كرة القدم.إي يو (الإنجليزية)
- سليمان آن على موقع ناشيونال فوتبول تيمز (الإنجليزية)
- سليمان آن على موقع Soccerway.com (الإنجليزية)
- سليمان آن على موقع عالم كرة القدم.نت (الإنجليزية)